# حارة الخزالج (صنعاء)
الخزالج هي إحدى حارات حي سدس احداق بمدينة الروضة شمال العاصمة اليمنية "صنعاء"، بلغ تعداد سكانها 1061 نسمة حسب تعداد اليمن لعام 2004.